# Coussapoa microcarpa
Coussapoa microcarpa je grm ili drvo u porodici koprivovki, rašireno po istočnom Brazilu.

## Opće informacije
Coussapoa microcarpa je zimzeleno drvo duge, rijetke krošnje; može narasti 8 – 15 metara. Stablo može biti promjera 50 – 70 cm. Ponekad može biti poluparazit koji raste na drugim stablima - u takvim okolnostima može proizvesti 'korijenje koje davi' koje steže drugo stablo i dovodi do njegove konačne smrti. Stablo iz divljine ponekad se koristi za lokalnu upotrebu njegovog drva. Može se koristiti i kao pionir pri obnovi autohtonih šuma i ima ukrasna svojstva koja ga čine pogodnim za upotrebu u uređenju krajolika, posebno u parkovima i velikim vrtovima.

## Rasprostranjenost
Južna Amerika – južni i istočni Brazil.

## Stanište
Atlantska prašuma, posebno duž obalnih ravnica, raste na rubovima šuma i otvorenijim područjima sekundarnog rasta, često u blizini rijeka.

## Pojedinosti o uzgoju
Najbolje raste na sunčanom položaju. Preferira vlažno tlo. Brzorastuće drvo, posebno dok je mlado.

## Ljekovitost
Nije poznato.

## Korištenje u agrošumarstvu:
Brzorastuće drvo, otporno na puno sunca i dobar izvor hrane za domaću faunu, može se koristiti kao pionirska vrsta pri obnovi autohtonih šuma.

## Ostale namjene
Drvo je srednje teško, loših mehaničkih svojstava i nije trajno. Koristi se samo za predmete male vrijednosti kao što su kutije, igračke i lagani predmeti.

## Razmnožavanje
Sjeme – najbolje je sijati čim sazri na djelomično zasjenjenom mjestu u rasadniku. Obično se može očekivati umjerena klijavost, sa sjemenom koje nikne unutar 20 – 30 dana. Kada su sadnice visoke 3 – 4 cm, presađuju se u pojedinačne posude, a postaju spremne za sadnju 4 - 5 mjeseci kasnije.

## Sinonimi
- Brosimum microcarpum Schott; Spreng. Syst. 4: Cur. Post. 403 (1827)
- Coussapoa fontanesiana Al.Brongn. ex Trécul; Ann. Sci. Nat., Bot., sér. 3, 8: 94 (1847)
- Coussapoa schottii Miq.; Fl. Bras. (Martius) 4: I. 137 (1853)
- Coussapoa schottii var. lanceolata Miq.; Fl. Bras. 4(1): 137 (1853)
- Coussapoa schottii var. longifolia Miq.; Fl. Bras. 4(1): 137 (1853)

## Galerija
- C. microcarpa
- C. microcarpa
- C. microcarpa
- C. microcarpa